# Topònims dels Masos de Baiarri
Llistat de topònims del territori de l'enclavament dels Masos de Baiarri, de l'antic terme municipal de Claverol, actualment integrat en el de Conca de Dalt, del Pallars Jussà, presents a la Viquipèdia.

## Bordes
| - Borda de Bartolomeu | - Borda de Patis | - Borda de Pes | - Borda del Pubill |

## Geografia

### Cavitats subterrànies
| - Forat de l'Embut | - La Grallera |  |  |

### Cingleres
| - Roc de les Cases - Roca Cavalls | - Roca de Cavalls - Roques d'Eroles | - Roc Roi - La Roqueta | - Rocs del Solà de Baiarri - Roca de les Tosques |

### Collades
| - Pas del Boc - Collada de les Bordes | - Coll de la Carbonera | - Pas de Castilló | - Coll de Neda |

### Corrents d'aigua
| - Llau de Castilló - Barranc d'Eroles - Llau Fonda | - Barranc de la Font de l'Alou - Barranc de l'Infern - Barranc de Llabro | - Barranc de les Llaus - Barranc de l'Obaga | - Llau de Perauba - Llau del Racó del Pou |

### Costes
- Costes de Baiarri

### Diversos
| - Castilló - Terrers de Castilló | - Coll Carbonera - Estret de Castilló | - Mal Graó - Forcat de les Llaus | - Los Terrers |

### Entitats de població
- Els Masos de Baiarri

### Muntanyes
- Cap de l'Alt de Baiarri

### Obagues
| - Obaga de l'Alou - Obaga de Baiarri | - Obaga de Barrera - Obaga de Castilló | - Obaga de Coll de Neda - Obaga Fosca | - Obaga de l'Oriol |

### Partides rurals
| - Baiarri - La Borda | - Les Feixes | - Perauba | - El Solà |

### Roques
| - Roc de les Cases - Roca Cavalls - Roca de Cavalls | - Roques d'Eroles - Roca de l'Esplugueta - Roca del Pubill | - Roc Roi - La Roqueta | - Rocs del Solà de Baiarri - Roca de les Tosques |

### Serres
| - Serrat de Castilló | - Serrat Pelat |  |  |

### Solanes
| - Solà de Baiarri - Solana de l'Extrem | - Solana de Font Barrera | - Solana de la Grallera | - Solana del Mig |

### Vies de comunicació
| - Camí d'Hortoneda a Solduga | - Pista nova de Baiarri | - Pista vella de Baiarri | - Pista de Fusta |